# Bol'šaja Urja
La Bol'šaja Urja (in russo Большая Уря?) è un fiume della Siberia Orientale affluente sinistro del fiume Kan (bacino dell'Enisej). Scorre nei rajon Irbejskij, Kanskij e Rybinskij del Territorio di Krasnojarsk.
La sorgente del fiume si trova ad un'altitudine di circa 329 m sul livello del mare, a sud-ovest del villaggio di Verchnjaja Urja. La sua lunghezza è di 116 km, l'area del bacino è di 1 360 km². La direzione generale del flusso del fiume è verso nord-est, poi scorre principalmente a nord. Sfocia nel fiume Kan a 198 km dalla foce ad un'altitudine di 192 m, di fronte all'isola fluviale di Urskij, a nord-ovest del villaggio di Filimonovo (a ovest di Kansk).